# Station Rokitnia Stara
Station Rokitnia Stara is een spoorwegstation in de Poolse plaats Stara Rokitnia.